# Gierparelhoen
Het gierparelhoen (Acryllium vulturinum) is een Afrikaanse hoendervogel uit de familie der parelhoenders (Numididae).

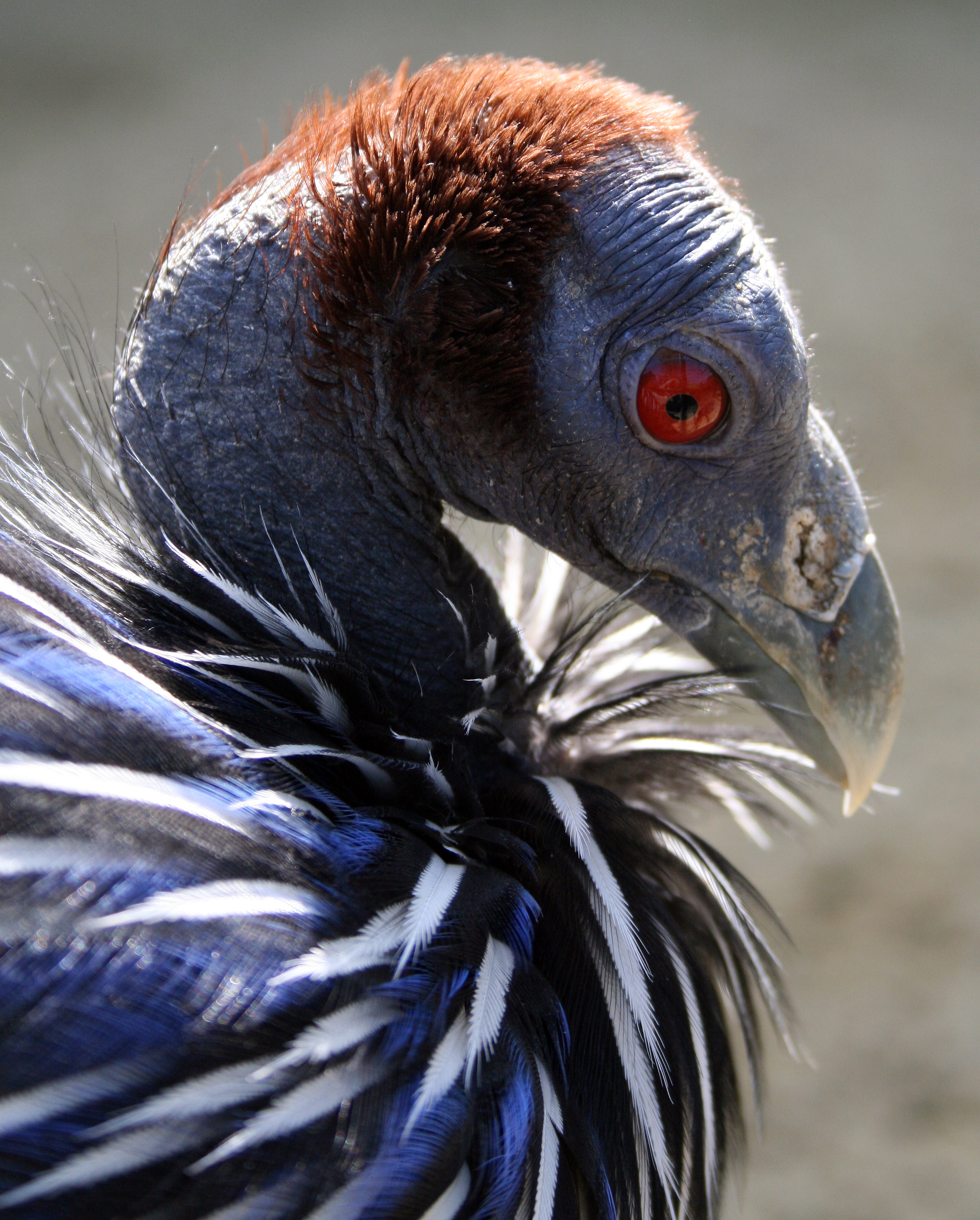
Details van de kop

## Kenmerken
De vogels hebben blauwe kleuren en een kale kop met een bruin kroontje. Ze zijn ongeveer 70 cm groot. De nek, poten en staart zijn langer dan die van andere parelhoenders.
Vanwege hun kleurrijke veren worden ze vaak als siervogel gebruikt.

## Leefwijze
Net als de meeste hoendervogels zijn gierparelhoenders min of meer alleseters. Ze eten vooral plantenzaden maar ook larven, insecten en wormen.

## Voortplanting
Vanaf zijn tweede levensjaar is deze vogel geslachtsrijp en het gierparelhoen broedt gedurende 24 dagen.

## Verspreiding en leefgebied
De dieren komen voor in Noordoost-Afrika, van Zuid-Ethiopië, via Kenia tot in Noordoost-Tanzania.
Gierparelhoenders leven in droge, met hoog gras begroeide steppen. Ze leven meestal in groepjes van twintig tot vijftig dieren.